# 6-Bromohexanal
Le 6-bromohexanal est un composé organique de formule semi-développée Br-(CH2)5-CHO. C'est un dérivé mono bromé de l'hexanal.

## Synthèse
Le 6-bromohexanal peut être synthétisé selon deux voies :
- Réduction de l'acide 6-bromohexanoïque[2],[3].
- Décyclisation de l'oxépane qui après réaction avec le tribromure de bore, est oxydé avec du chlorochromate de pyridinium[4] :

## Propriétés
ChemSpider prédit comme propriétés pour ce composé :
- masse volumique : 1,3 ± 0,1 g/cm3
- point d'ébullition : 207,2 ± 23 °C à 760 mmHg
- pression de vapeur : 0,2 ± 0,4 mmHg à 25 °C
- enthalpie de vaporisation : 44,3 ± 3 kJ/mol
- point éclair : 64 ± 10 °C
- indice de réfraction : 1,459